# Amerikaanse Maagdeneilanden op de Olympische Zomerspelen 2008
De Amerikaanse Maagdeneilanden namen deel aan de Olympische Zomerspelen 2008 in Peking, China.
De Amerikaanse Maagdeneilanden debuteerden op de Zomerspelen in 1968 en deed in 2008 voor de tiende keer mee. Er werd op deze editie geen medaille gewonnen. Op de Spelen van 1988 werd de tot nu toe enige medaille (een zilveren) op de Zomerspelen behaald door Peter Holmberg in de finn klasse bij het zeilen.

## Deelnemers en resultaten
De deelnemer in de schietsport nam deel op uitnodiging van de Olympische tripartitecommissie.

### Atletiek
| Olympiër               | Discipline | Resultaat | Prestatie                                                  |
| ---------------------- | ---------- | --------- | ---------------------------------------------------------- |
| Tabarie Henry          | 400m (m)   | 17e       | serie 7: 2e in 45,36 (NR) halve finale 1: 7e in 45,19 (NR) |
| LaVerne Jones-Ferrette | 100m (v)   | 29e       | serie 10: 3e in 11,41 kwartfinale 1: 5e in 11,55           |
| LaVerne Jones-Ferrette | 200m (v)   | 24e       | serie 6: 4e in 23,12 serie 1: 7e in 23,37                  |

### Boksen
| Olympiër       | Discipline | Resultaat | Prestatie                                                              |
| -------------- | ---------- | --------- | ---------------------------------------------------------------------- |
| John Jackson   | -69kg (m)  | 9e        | 1e ronde: W van BLR Nurutdinov: 4-2 2e ronde: V van KOR Jung-Joo: 0-10 |
| Julius Jackson | -81kg (m)  | 17e       | 1e ronde: V van IRL Egan: 2-22                                         |

### Schietsport
| Olympiër   | Discipline             | Resultaat | Prestatie                                              |
| ---------- | ---------------------- | --------- | ------------------------------------------------------ |
| Ned Gerard | 50m geweer liggend (m) | 53e       | kwalificatie: 580 punten (96 - 96 - 95 - 98 - 97 - 98) |

### Zeilen
| Olympiër           | Discipline | Resultaat | Prestatie                                                   |
| ------------------ | ---------- | --------- | ----------------------------------------------------------- |
| Thomas Barrows III | laser (m)  | 22e       | 164 punten (20 - 28 - 20 - 24 - 26 - 31 - 15 - 10 - 21 - x) |

### Zwemmen
| Olympiër     | Discipline         | Resultaat | Prestatie            |
| ------------ | ------------------ | --------- | -------------------- |
| Joshua Laban | 50m vrije slag (m) | 53e       | serie 7: 7e in 23,28 |

Afghanistan · Albanië · Algerije · Amerikaanse Maagdeneilanden · Amerikaans-Samoa · Andorra · Angola · Antigua en Barbuda · Argentinië · Armenië · Aruba · Australië · Azerbeidzjan · Bahama's · Bahrein · Bangladesh · Barbados · België · Belize · Benin · Bermuda · Bhutan · Bolivia · Bosnië en Herzegovina · Botswana · Brazilië · Britse Maagdeneilanden · Bulgarije · Burkina Faso · Burundi · Cambodja · Canada · Centraal-Afrikaanse Republiek · Chili · China · Chinees Taipei · Colombia · Comoren · Congo-Brazzaville · Congo-Kinshasa · Cookeilanden · Costa Rica · Cuba · Cyprus · Denemarken · Djibouti · Dominica · Dominicaanse Republiek · Duitsland · Ecuador · Egypte · El Salvador · Equatoriaal-Guinea · Eritrea · Estland · Ethiopië · Fiji · Filipijnen · Finland · Frankrijk · Gabon · Gambia · Georgië · Ghana · Grenada · Griekenland · Groot-Brittannië · Guam · Guatemala · Guinee · Guinee‑Bissau · Guyana · Haïti · Honduras · Hongarije · Hongkong · Ierland · IJsland · India · Indonesië · Irak · Iran · Israël · Italië · Ivoorkust · Jamaica · Japan · Jemen · Jordanië · Kaaimaneilanden · Kaapverdië · Kameroen · Kazachstan · Kenia · Kirgizië · Kiribati · Koeweit · Kroatië · Laos · Lesotho · Letland · Libanon · Liberia · Libië · Liechtenstein · Litouwen · Luxemburg · Macedonië · Madagaskar · Malawi · Malediven · Maleisië · Mali · Malta · Marshalleilanden · Marokko · Mauritanië · Mauritius · Mexico · Micronesië · Moldavië · Monaco · Mongolië · Montenegro · Mozambique · Myanmar · Namibië · Nauru · Nederland · Nederlandse Antillen · Nepal · Nicaragua · Nieuw-Zeeland · Niger · Nigeria · Noord-Korea · Noorwegen · Oeganda · Oekraïne · Oezbekistan · Oman · Oostenrijk · Oost‑Timor · Pakistan · Palau · Palestina · Panama · Papoea-Nieuw-Guinea · Paraguay · Peru · Polen · Portugal · Puerto Rico · Qatar · Roemenië · Rusland · Rwanda · Saint Kitts en Nevis · Saint Lucia · Saint Vincent en Grenadines · Salomonseilanden · Samoa · San Marino · Sao Tomé en Principe · Saoedi-Arabië · Senegal · Servië · Seychellen · Sierra Leone · Singapore · Slovenië · Slowakije · Soedan · Somalië · Spanje · Sri Lanka · Suriname · Swaziland · Syrië · Tadzjikistan · Tanzania · Thailand · Togo · Tonga · Trinidad en Tobago · Tsjaad · Tsjechië · Tunesië · Turkije · Turkmenistan · Tuvalu · Uruguay · Vanuatu · Venezuela · Verenigde Arabische Emiraten · Verenigde Staten · Vietnam · Wit-Rusland · Zambia · Zimbabwe · Zuid-Afrika · Zuid-Korea · Zweden · Zwitserland
Uitgesloten van deelname: Brunei